# Мелборн (Арканзас)
Мелборн (англ. Melbourne, Arkansas) — город, расположенный в округе Изард (штат Арканзас, США) с населением в 1673 человека по статистическим данным переписи 2000 года.
Является административным центром округа Изард.

## География
По данным Бюро переписи населения США город Мелборн имеет общую площадь в 16,06 квадратных километров, водных ресурсов в черте населённого пункта не имеется.
Мелборн расположен на высоте 186 метров над уровнем моря.

## Демография
По данным переписи населения 2000 года в Мелборне проживало 1673 человека, 448 семей, насчитывалось 736 домашних хозяйств и 838 жилых домов. Средняя плотность населения составляла около 103,3 человека на один квадратный километр. Расовый состав Мелбурна по данным переписи распределился следующим образом: 97,55 % белых, 0,36 % — коренных американцев, 0,18 % — азиатов, 1,49 % — представителей смешанных рас, 0,42 % — других народностей. Испаноговорящие составили 0,60 % от всех жителей города.
Из 736 домашних хозяйств в 25,8 % — воспитывали детей в возрасте до 18 лет, 45,1 % представляли собой совместно проживающие супружеские пары, в 13,3 % семей женщины проживали без мужей, 39,0 % не имели семей. 35,3 % от общего числа семей на момент переписи жили самостоятельно, при этом 17,4 % составили одинокие пожилые люди в возрасте 65 лет и старше. Средний размер домашнего хозяйства составил 2,15 человек, а средний размер семьи — 2,78 человек.
Население города по возрастному диапазону по данным переписи 2000 года распределилось следующим образом: 21,9 % — жители младше 18 лет, 9,9 % — между 18 и 24 годами, 24,4 % — от 25 до 44 лет, 22,7 % — от 45 до 64 лет и 21,2 % — в возрасте 65 лет и старше. Средний возраст жителей составил 40 лет. На каждые 100 женщин в Мелборне приходилось 83,2 мужчин, при этом на каждые сто женщин 18 лет и старше приходилось 76,5 мужчин также старше 18 лет.
Средний доход на одно домашнее хозяйство в городе составил 22 757 долларов США, а средний доход на одну семью — 31 900 долларов. При этом мужчины имели средний доход в 23 529 долларов США в год против 18 264 доллара среднегодового дохода у женщин. Доход на душу населения в городе составил 13 110 долларов в год. 14,5 % от всего числа семей в округе и 18,4 % от всей численности населения находилось на момент переписи населения за чертой бедности, при этом 25,9 % из них были моложе 18 лет и 21,9 % — в возрасте 65 лет и старше.

## Известные уроженцы и жители
- Глен Дэйл Джонсон — бывший член Палаты представителей США от штата Оклахома
- Марк Мартин — гонщик NASCAR.